# Nikolaus Lenau
Nikolaus Lenau, eigenlijk Nikolaus Franz Niembsch Edler von Strehlenau (Schadat 13 augustus 1802 – Oberdöbling, tegenwoordig deel uitmakend van Wenen, 22 augustus 1850) was een Oostenrijks dichter uit de Biedermeier-tijd.

## Leven en werk
Lenau groeide op in een familie van verarmde adel. Hij studeerde rechten, filosofie en medicijnen in Wenen en Heidelberg, en raakte daar bevriend met Franz Grillparzer en Gustav Schwab. In 1831 liet hij zich neer in Stuttgart, waar hij meewerkte aan Johann Friedrich Cotta’s bekende tijdschrift Morgenblatt für gebildete Stände. Hij maakte naam met zijn bundels Gedichte en Schilflieder (beide 1832), en werd wel de 'Duitse Byron' genoemd. In lijn met het oeuvre van Byron omvatten zijn gedichten het hele arsenaal van romantische beelden en 'Weltschmerz'-stemmingen. Zijn poëzie is melancholisch, sterk in landschapsschilderingen en opvallend muzikaal.
Een ongelukkige liefde voor Freifrau Sophie von Löwenthal dreef de gespleten en gepassioneerde Lenau in 1832 naar de Verenigde Staten, waar hij op een farm rust hoopte te vinden. In 1833 keerde hij echter ontgoocheld weer naar Duitsland terug en zou enige jaren afwisselend verblijven in Württemberg en Wenen. In deze periode schreef hij zijn onvolprezen bundels Savonarola (1837) en Neuere Gedichte (1838). Zijn filosofische en historische geschriften zijn minder geslaagd.
Vanaf 1840 verergerden de psychische problemen van Lenau en vanaf 1844 verbleef hij in een tehuis. Hij overleed in 1850 in een gesticht te Oberdöbling, nabij Wenen, 48 jaar oud.

## Noot
1. ↑  Lenau's Don Juan (1851) werd door Richard Strauss verwerkt in een symfonische compositie. Ook andere componisten als Othmar Schoeck en Anton Rubinstein zetten gedichten van Lenau op muziek.

- Bibsys: 90258376
- Biblioteca Nacional de España: XX873864
- Bibliothèque nationale de France: cb12024444j (data)
- CiNii: DA04007125
- Gemeinsame Normdatei: 118571508
- International Standard Name Identifier: 0000 0001 2128 0855
- Library of Congress Control Number: n50047816
- Nationale Bibliotheek van Letland: 000062173
- MusicBrainz: 4d9b9370-caf0-4c5a-bfed-5e31becd1489
- Bibliotheek van het Japanse parlement: 00523736
- Nationale Bibliotheek van Tsjechië: jo2002110330
- Nationale bibliotheek van Australië: 35299869
- Nationale Bibliotheek van Israël: 987007264462305171
- Nationale Bibliotheek van Polen: a0000001722895
- Nationale Bibliotheek van Roemenië: 000338765
- Nederlandse Thesaurus van Auteursnamen: 06942621X
- Russische Staatsbibliotheek: 000007279
- Istituto Centrale per il Catalogo Unico: CFIV068111
- LIBRIS: 70799
- SNAC: w6g73rfn
- Système universitaire de documentation: 028402383
- Trove: 903031
- Virtual International Authority File: 36931332
- WorldCat: E39PBJkp3WqjCh3yMRTvGR7bVC